# رافاييل فيوتي
رافاييل فيوتي (بالإسبانية: Rafael Viotti)‏ هو لاعب كرة قدم أرجنتيني في مركز الهجوم، ولد في 15 فبراير 1988 في بوينس آيرس في الأرجنتين. لعب مع نادي أتليتيكو ألدوسيفي.

## وصلات خارجية
- رافاييل فيوتي على موقع قاعدة بيانات كرة القدم.إي يو (الإنجليزية)
- رافاييل فيوتي على موقع Soccerway.com (الإنجليزية)
- رافاييل فيوتي على موقع AS.com (الإسبانية)